# Palermo (Maine)
Palermo és una població dels Estats Units a l'estat de Maine (EUA). Segons el cens del 2000 tenia 1.220 habitants.

## Demografia
Segons el cens del 2000, Palermo tenia 1.220 habitants, 491 habitatges, i 363 famílies. La densitat de població era d'11,6 habitants/km².
Dels 491 habitatges en un 29,1% hi vivien nens de menys de 18 anys, en un 62,1% hi vivien parelles casades, en un 7,1% dones solteres, i en un 25,9% no eren unitats familiars. En el 20% dels habitatges hi vivien persones soles el 5,5% de les quals corresponia a persones de 65 anys o més que vivien soles. El nombre mitjà de persones vivint en cada habitatge era de 2,48 i el nombre mitjà de persones que vivien en cada família era de 2,84.
Per edats la població es repartia de la següent manera: un 24,5% tenia menys de 18 anys, un 4,5% entre 18 i 24, un 30,3% entre 25 i 44, un 28% de 45 a 60 i un 12,7% 65 anys o més.
L'edat mediana era de 40 anys. Per cada 100 dones de 18 o més anys hi havia 105,6 homes.
La renda mediana per habitatge era de 34.375 $ i la renda mediana per família de 37.431 $. Els homes tenien una renda mediana de 29.464 $ mentre que les dones 23.365 $. La renda per capita de la població era de 17.827 $. Entorn del 15,6% de les famílies i el 18,2% de la població estaven per davall del llindar de pobresa.